# What's flumpool!?
『What's flumpool!?』（ワッツ フランプール）は、flumpoolの1枚目のフルアルバム。2009年12月23日発売。

## 内容
- 初のフルアルバム。シングル収録曲5曲、配信限定シングル2曲を含む全16曲を収録。
- 初回盤は「めちゃスゴ★3大特典」付き。詳細は後述。また、先着特典で日本武道館のライブから1曲収録したDVDが、HMV限定の先着特典で「HMV×flumpool コラボノート」が付く。
- また、ジャケット写真に並んでいる「Piiiiss Kids（小便小僧）」のうち、100枚に1枚の確率で股間にハートマークが入り「ハッピーCD」になるというサプライズが施されている。こちらの「ハッピーCD」は縁結びで有名な神田明神（東京・外神田）でおはらい済みである[要出典]。
- 本作の発売に先駆け、「今年の桜」「Calling」の2曲が先行配信された。「今年の桜」はTSUTAYA限定でダウンロードカードという形態で販売された。
- 本作はの収録時間は79分58秒と、それまでマライア・キャリーのアルバム『The Ones』が誇っていた収録時間（79分56秒）を抜く、世界最長収録時間のアルバムと発表された。このようになった理由として「少しでもいい作品を提供したいと考えた時、減らすことのできる楽曲がなかった（スタッフ談）」からだという[1]。これは本作発売から4年後の2013年に、THE YELLOW MONKEYが発表したベストアルバム『イエモン-FAN'S BEST SELECTION-』（80分55秒）が上回るまで、単一アーティストが発表した世界最長のアルバムを誇っていた。ただし、オリジナルアルバムとしては2013年現在でも世界最長の収録時間である。

## 初回プレス限定「めちゃスゴ★3大特典」
- flumpool tour 2010 「What's flumpool !? ～Love&Piiiiss Kids Show!!～」公演チケット受付優先パスワード封入
- What's ×××× !? 透明ケース仕様
- メンバーによるアルバム全曲ライナーノーツ

## 収録曲
| 全作詞: 山村隆太、全作曲: 阪井一生、全編曲: 玉井健二、百田留衣（特記以外）。 |                                                 |          |            |      |
| #                                                                            | タイトル                                        | 作詞     | 作曲・編曲 | 時間 |
| 1.                                                                           | 「Calling」                                     | 山村隆太 | 阪井一生   | 5:05 |
| 2.                                                                           | 「星に願いを」                                  | 山村隆太 | 阪井一生   | 4:19 |
| 3.                                                                           | 「見つめていたい」                              | 山村隆太 | 阪井一生   | 5:13 |
| 4.                                                                           | 「MW 〜Dear Mr. & Ms. ピカレスク〜」            | 山村隆太 | 阪井一生   | 4:37 |
| 5.                                                                           | 「僕は偶然を待っているらしい」                  | 山村隆太 | 阪井一生   | 4:11 |
| 6.                                                                           | 「回転木馬 (メリーゴーランド)」(編曲: 古川貴浩) | 山村隆太 | 阪井一生   | 5:27 |
| 7.                                                                           | 「車窓」                                        | 山村隆太 | 阪井一生   | 5:10 |
| 8.                                                                           | 「Hills」                                       | 山村隆太 | 阪井一生   | 4:50 |
| 9.                                                                           | 「夏Dive」                                      | 山村隆太 | 阪井一生   | 4:15 |
| 10.                                                                          | 「LOVE 2010」                                   | 山村隆太 | 阪井一生   | 5:14 |
| 11.                                                                          | 「Quville」                                     | 山村隆太 | 阪井一生   | 4:28 |
| 12.                                                                          | 「最後のページ」                                | 山村隆太 | 阪井一生   | 5:38 |
| 13.                                                                          | 「今年の桜」                                    | 山村隆太 | 阪井一生   | 4:52 |
| 14.                                                                          | 「タイムカプセル」(編曲: 野間康介)              | 山村隆太 | 阪井一生   | 4:41 |
| 15.                                                                          | 「サイレン」(編曲: 古川貴浩)                    | 山村隆太 | 阪井一生   | 3:54 |
| 16.                                                                          | 「フレイム (Album Version)」(弦編曲: 弦一徹)    | 山村隆太 | 阪井一生   | 8:04 |
| 合計時間:                                                                    | 合計時間:                                       | 79:58    |            |      |

## 楽曲解説
1. Calling
2009年の「flumpool tour 2009『Unclose』」で披露された楽曲。
2. 見つめていたい
  - au KDDI『LISMO』「LISMO!で恋するキャンペーン」CMキャンペーンソング
3. MW 〜Dear Mr. & Ms. ピカレスク〜
  - 映画『MW -ムウ- 』主題歌。
4. 僕は偶然を待っているらしい
阪井はイントロのギターアルペジオをいつか使いたいと考えて、そこから形にしていった楽曲。
5. 回転木馬 (メリーゴーランド)
6. 車窓
アルバム内で唯一のアコースティック・サウンドを前面に押し出した楽曲。
7. Quville
読み方は「クビレ」である。歌詞の内容は一見過激そうであるが、作詞者である山村曰く、「ギターのことを歌っている」らしい。ちなみに、タイトルの「クビレ」はギターのクビレ（ボディ中央の部分）を意味する。
8. 今年の桜
  - MBS系『みんなの甲子園』OP

デビュー曲「花になれ」のアンサーソング。
9. タイムカプセル
2009年の「flumpool tour 2009『Unclose』」で披露された楽曲。
阪井がメインヴォーカルを担当している。
10. フレイム (Album Version)
  - マイナビ2011就活応援ソング。

シングルバージョンとは違い、曲の半分近くが「♪ラララ…」と大合唱する楽曲。メンバー曰く、「これが本当のオリジナルバージョン」である。

## テレビ出演
- 最新ヒット ウエンズデーJ-POP（NHK BS-2、2009年12月16日）
- Music Lovers（日本テレビ、2009年12月20日）